# Hinstin
Hinstin – francuskie przedsiębiorstwo produkujące małe samochody sportowe.
Spółka Hinstin & Guilick już zajmowała się montażem aut innych producentów, w tym Grégoire. W 1921 roku wypuściła pierwszy model pod własną marką "Hinstin". Dostarczała małe roadstery głównie na rynek angielski - również pod nazwą "Little Greg". Używano silników firmy Ruby i CIME o pojemności 1095 cm³ oraz 1100 cm³. Bazowano też na prototypach Grégoire. W 1926 roku zarządzający firmą i współwłaściciel Jacques Hinstin zamknął produkcję, gdyż była nierentowna. 
Nie jest prawdą, jakoby Jacques Hinstin współpracował z André Citroënem.  Citroën zawiązał spółkę z innym przedsiębiorcą o tym nazwisku: Paulem Hinstinem i była to firma "Citroën, Hinstin et Cie", gdzie trzecim wspólnikiem był André Boas. 